# Mine Jeffrey
Pour les articles homonymes, voir Jeffrey.
La mine Jeffrey est une mine à ciel ouvert d'amiante située au Québec près de la ville de Val-des-Sources. Elle mesure 700 mètres de largeur sur 450 mètres de profondeur.

## Histoire
Son exploitation a démarré en 1879. En 1949, la mine est l'objet d'une grève importante, dans le but d'améliorer les conditions de travail des mineurs. Sa production a été de 200 000 tonnes dans les années 1970. En 1992, la mine est l'objet d'une importante grève, qui débouche sur la mutualisation de la mine pour pérenniser sa production. Cette dernière est uniquement de 25 000 tonnes en 2011.
Au début des années 2010, la mine a fait l'objet d'un projet de redémarrage, qui n'a pas été réalisé à la suite du retrait d'une garantie financière gouvernementale importante.